# Tropiques Nord

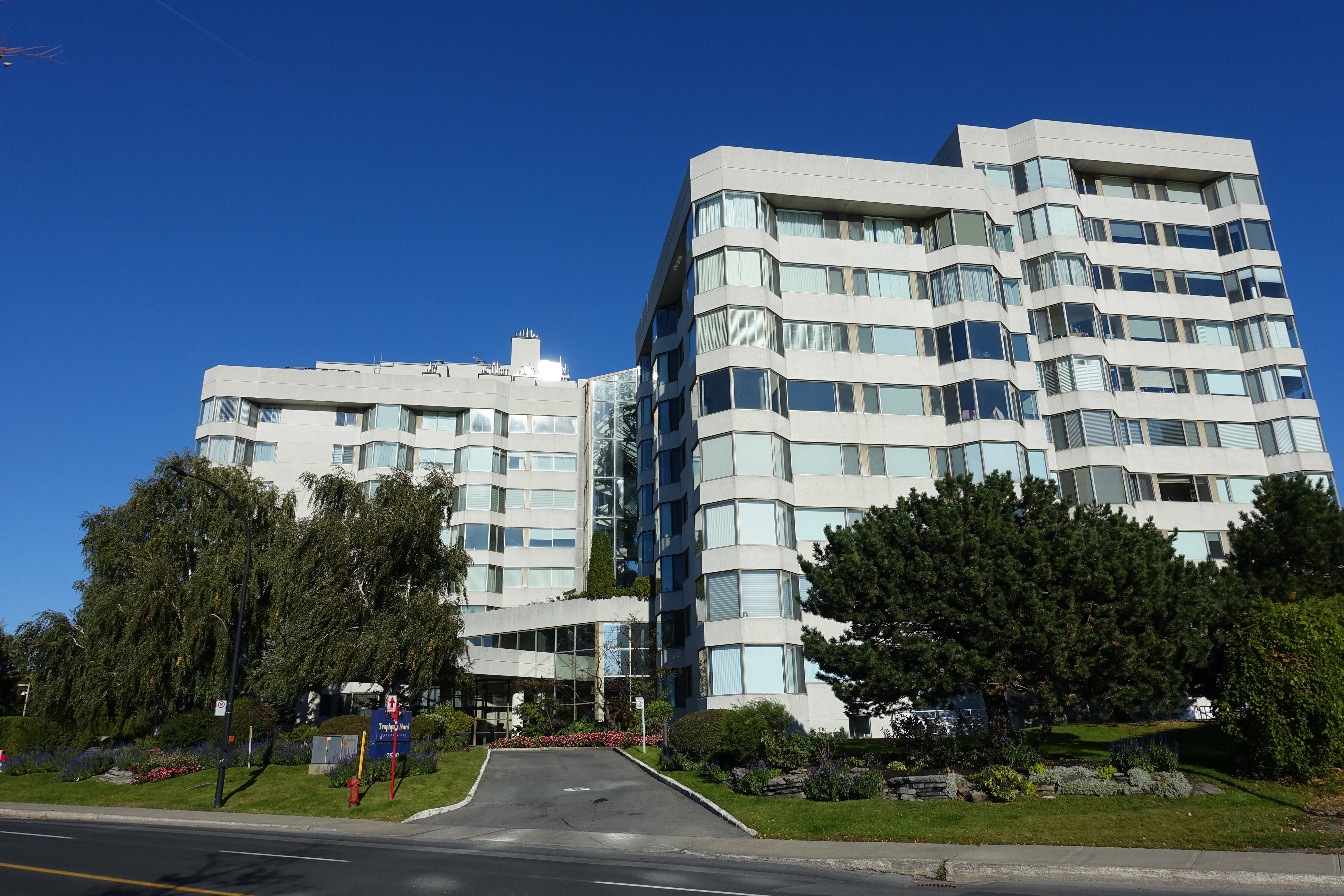
Vue du Tropiques Nord de l'avenue Pierre-Dupuy, octobre 2016

Tropiques Nord est un complexe de condominiums situé dans la Cité du Havre à Montréal, achevé en 1989.
Conçu par le cabinet d'architectes Tolchinsky et Goodz, Tropiques Nord est l'idée de Jean de Brabant (en), un promoteur montréalais qui a participé à la transformation d'ancien grand magasin Dupuis Frères en immeuble de bureaux en introduisant deux atriums paysagers. De Brabant a découvert que les locataires préféraient les bureaux donnant sur les cours-jardins et a décidé d'incorporer des atriums dans un immeuble d'habitation. Il dispose d'un jardin hawaïen conçu par Herbert Ramsaier, ancien architecte paysagiste en chef de Walt Disney Imagineering,,.